# Mostki-Kolonia
Mostki-Kolonia – wieś w Polsce, w województwie wielkopolskim, w powiecie kolskim, w gminie Babiak.
W latach 1975–1998 należała do województwa konińskiego.